# Robert Mapplethorpe
Robert Mapplethorpe (Nueva York, 4 de noviembre de 1946 – Boston, 9 de marzo de 1989) fue un fotógrafo estadounidense, célebre por sus fotografías en blanco y negro de gran formato, especialmente de flores y desnudos masculinos. El contenido sexual de algunos de sus trabajos, calificados de pornográficos, generó más de una polémica durante su carrera.

## Biografía
Mapplethorpe nació en 1946, el tercero de seis hijos, y creció en un entorno católico de herencia inglesa e irlandesa cercano a la Parroquia Nuestra Señora de las Nieves, en Floral Park, Nueva York, un vecindario de Long Island, que él mismo recordaba diciendo: «Yo vengo de la América suburbana. Se trata de un entorno muy seguro, y es un buen lugar para haber venido de él, en el sentido de que era un buen lugar para salir de casa». Tuvo desde su adolescencia un gran interés artístico por el homoerotismo.
En 1972, Mapplethorpe conoció al curador de arte Sam Wagstaff, quien se convertiría en su mentor, amante, mecenas y compañero de por vida. A mediados de la década de 1970, Wagstaff adquirió una cámara Hasselblad de formato medio y Mapplethorpe comenzó a tomar fotografías de un amplio círculo de amigos y conocidos, incluidos artistas, compositores y miembros de la alta sociedad. Durante este tiempo, se hizo amigo del artista de Nueva Orleans George Dureau, cuyo trabajo tuvo un impacto tan profundo en Mapplethorpe que retomó muchas de las primeras fotografías de Dureau. Desde 1977 hasta 1980, Mapplethorpe fue amante del escritor y editor de la revista Drummer Jack Fritscher, quien le presentó Mineshaft (un bar de estilo leather gay BDSM y club de sexo solo para miembros en Manhattan). Mapplethorpe tomó muchas fotos del Mineshaft y en un momento fue su fotógrafo oficial.

## Años de formación artística
Cursó estudios superiores en el Pratt Institute de Brooklyn desde 1963 a 1970, donde produjo obras de arte en una variedad de medios de comunicación. No utilizaba aún sus propias fotografías, pero en sus obras incorporaba muchas imágenes fotográficas que conseguía de varias fuentes, incluyendo páginas arrancadas de libros y revistas. Este temprano interés reflejaba la importancia de la imagen fotográfica en la cultura y el arte de su tiempo, incluyendo el trabajo de artistas tan notables como Andy Warhol, a quien Mapplethorpe admiraba enormemente.
Empezó su carrera como cineasta independiente y artista, usando fotografías en collages. Realizó sus primeras fotografías poco después utilizando una cámara Polaroid que le regaló la cineasta Sandy Daley, quien era su vecina en el Hotel Chelsea.

## Inicios en la fotografía

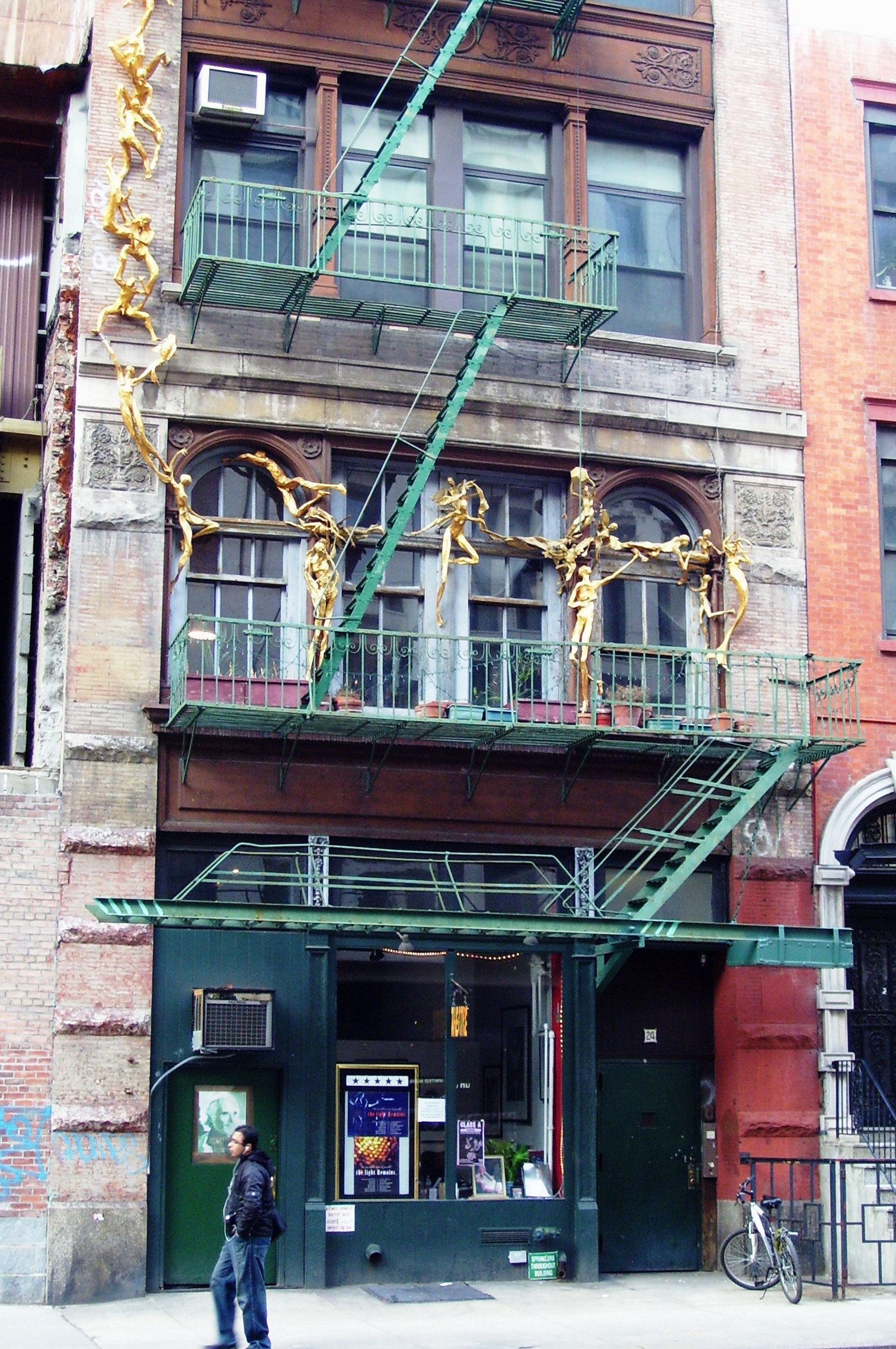
El Teatro Gene Frankel de Nueva York. El edificio fue la ubicación del estudio de Robert Mapplethorpe desde 1972 hasta su muerte en 1989.

Todavía no se consideraba a sí mismo un fotógrafo, pero deseaba utilizar sus propias fotografías en sus pinturas, en lugar de imágenes sacadas de revistas. "Nunca me gustó la fotografía", fue citado diciendo, "No la fotografía en sí. Me gusta el objeto. Me gustan las fotos cuando las tienes en la mano". Sus primeras polaroids consisten en autorretratos y la primera de una serie de retratos de su pareja, la cantante-artista-poeta Patti Smith. Estas primeras obras fotográficas se presentaban generalmente en grupos o elaboradamente presentadas en marcos cuyas formas y pinturas eran tan importantes para el acabado de la pieza como la propia fotografía. El paso de Mapplethorpe a la fotografía como único medio de expresión ocurrió gradualmente durante mediados de los años setenta.
A mediados de la década de 1970, adquirió una cámara Hasselblad de formato medio y comenzó a tomar fotografías de un amplio círculo de amigos y conocidos, incluidos artistas, compositores, y gente de la alta sociedad, así como actores pornográficos y miembros de la comunidad sadomasoquista underground. Algunas de estas fotos fueron impactantes por su contenido, pero exquisitas en su dominio técnico. Mapplethorpe declaraba a ARTnews a finales de 1988, "No me gusta esa palabra, "impactante". Yo busco lo inesperado. Busco cosas que nunca he visto antes... Estaba en una posición en que podía tomar las fotos. Me sentí en la obligación de hacerlo".
Incluso después de que se diera a conocer como fotógrafo, Mapplethorpe se mantuvo interesado en el arte y en 1988 realizó un espectáculo con imágenes fotográficas impresas sobre tela. También fue coleccionista de fotografías, así como de mobiliario, telas y otros objetos de arte. Solicitado como fotógrafo editorial, realizó retratos de famosos para revistas como Vogue y Vanity Fair.
En la década de 1980 se refina su estética, realizando fotografías de desnudos de aspecto escultural, tanto de hombres como de mujeres, delicados bodegones de flores, y retratos de artistas y celebridades con un énfasis en la belleza formal clásica. El primer estudio de Mapplethorpe estaba en el 24 de Bond Street, en Manhattan. Para la década de 1980, Sam Wagstaff le dio 500.000 dólares para comprar un loft en el último piso del 35 West 23rd Street, donde vivía y tenía su estudio de trabajo. Mientras, mantuvo el loft de Bond Street como su cuarto oscuro. Mapplethorpe continuó desafiando la definición de fotografía mediante la introducción de nuevas técnicas y formatos para su obra: polaroids en color, fotograbado, platino impreso en papel y lino, Cibachromes e impresiones de tinta de color transferida, así como sus anteriores impresiones de gelatina de plata en blanco y negro.
Mapplethorpe produjo una obra consistente que se esforzaba por el equilibrio y la perfección, lo que le colocó entre los principales artistas del siglo XX. Aproximadamente un año antes de su muerte, ya enfermo, Mapplethorpe ayudó a fundar la Robert Mapplethorpe Foundation, Inc. Su visión de la Fundación era que sería "el vehículo apropiado para proteger su trabajo, para avanzar en su visión creativa, y para promover las causas que le importaban". Desde su muerte, la Fundación no sólo ha funcionado como su Patrimonio oficial y ayudado a promover su trabajo en todo el mundo, también ha recaudado y donado millones de dólares para financiar la investigación médica en la lucha contra el sida y la infección por el VIH.
Robert Mapplethorpe falleció en la mañana del 9 de marzo de 1989, en un hospital de Boston, Massachusetts, por complicaciones derivadas del sida, a los 42 años de edad. Fue incinerado y sus cenizas fueron enterradas en la tumba de sus padres, en Queens, Nueva York. Sus respectivos nombres aparecen en la lápida gris. Arriba, el apellido de soltera de su madre, Maxey; en la segunda línea, el apellido Mapplethorpe; luego, a la izquierda, "Joan 1920-1989"; a la derecha, "Harry 1918-2001"; abajo al centro, "Robert 1946-1989".

## Obra

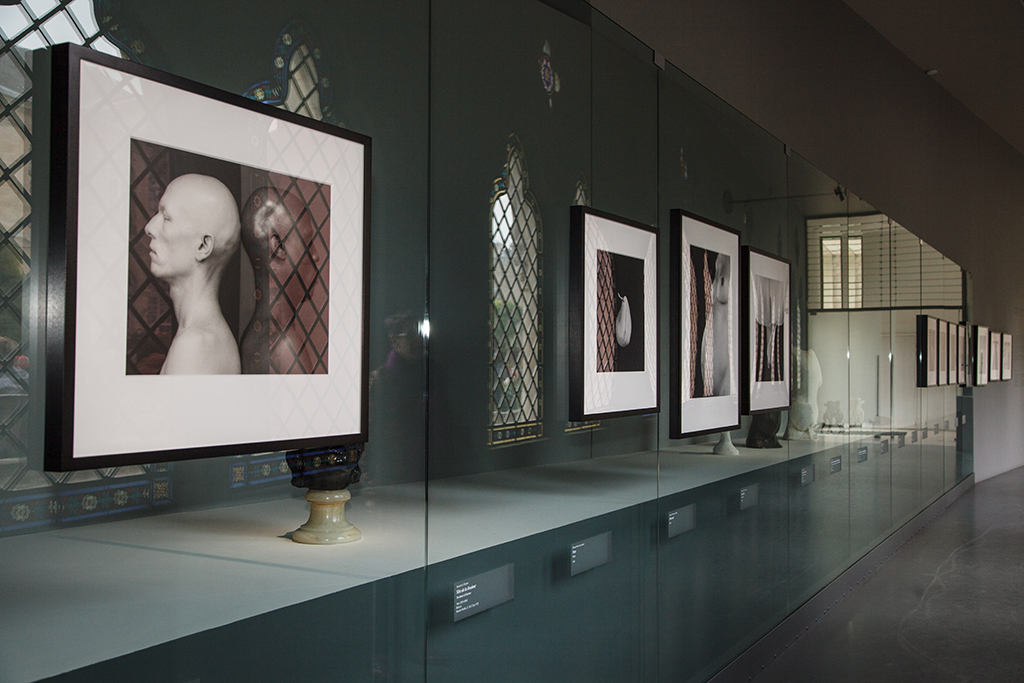
Exposición Mapplethorpe-Rodin en el Museo Rodin, París.

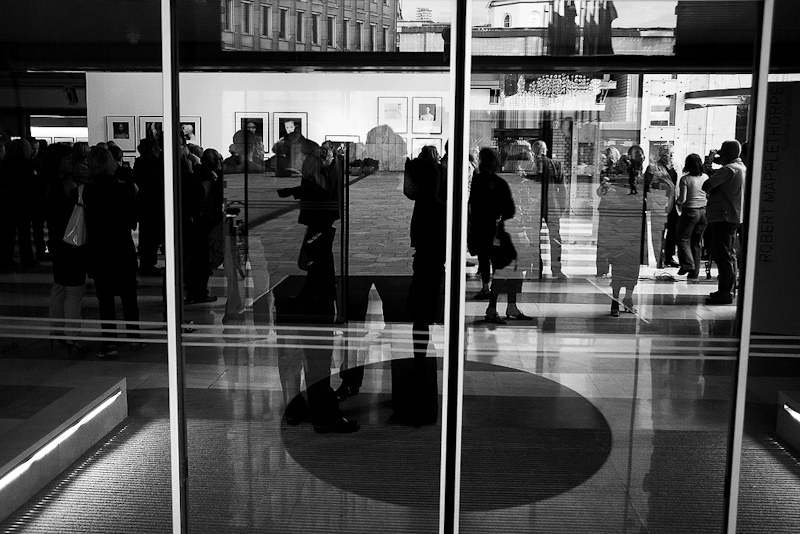
Exposición de Robert Mapplethorpe en Liubliana, Eslovenia.

Mapplethorpe trabajaba principalmente en el estudio, especialmente hacia el final de su carrera. Sus temas habituales incluían las flores, especialmente orquídeas y lirios de agua; retratos de celebridades, entre los cuales se cuentan el artista Andy Warhol, la cantante y actriz Deborah Harry, Richard Gere, Peter Gabriel, Grace Jones y Patti Smith (un retrato de Patti Smith de 1986 recuerda el autorretrato de Albrecht Dürer de 1500); el homoerotismo y los actos de BDSM (bondage y sadomasoquismo, incluida la coprofagia), y desnudos de reminiscencias clásicas. 
La polémica en torno de su arte no fue casual. Mapplethorpe buscó la presencia de temática homosexual, utilizó como modelos a actores del cine pornográfico y elementos de la cultura sadomasoquista de forma intencional, temas controvertidos que con el tiempo fueron utilizados como símbolos de la cultura LGBT en su lucha por la igualdad y el reconocimiento. En 1978, publicó el X Portfolio y el Y Portfolio en ediciones limitadas. El X Portfolio gira en torno a las imágenes fotográficas de comportamiento sadomasoquista, mientras que el Y Portfolio se centra en las flores y bodegones. En 1981, publicó el Z Portfolio, que se centra en los hombres afroamericanos, también en una edición limitada.
El X Portfolio de Mapplethorpe provocó la atención en Estados Unidos a principios de los años 1990, cuando fue incluido en Robert Mapplethorpe: The Perfect Moment (Robert Mapplethorpe: el momento perfecto), una exposición itinerante financiada por National Endowment for the Arts. El X Portfolio incluye algunas de las más explícitas imágenes de Mapplethorpe, incluyendo un autorretrato con un látigo insertado en su ano.
Aunque su trabajo había sido mostrado en exposiciones financiadas con fondos públicos, conservadores y organizaciones religiosas, como la American Family Association aprovecharon esta exposición para oponerse al apoyo del gobierno para lo que llamaban "nada más que la sensacional presentación de material posiblemente obsceno".
 Como resultado de ello, Mapplethorpe se convirtió en un referente para ambos lados de la "Guerra Cultural Americana". La exhibición de El momento perfecto en Cincinnati dio lugar al procesamiento del director del Centro de Arte Contemporáneo de Cincinnati, Dennis Barrie, bajo la acusación de "obscenidad y pornografía infantil". Aunque tanto Barrie como el Centro de Arte Contemporáneo fueron absueltos, una de las consecuencias fue la demostración de lo amenazadoras que las imágenes de homosexualidad masculina podían resultar para el público estadounidense.
Sus fotografías sexualmente connotadas de hombres afroamericanos han sido objeto de críticas por explotación. Esta crítica fue el tema de una obra del artista conceptual estadounidense Glenn Ligon, Notas al margen del Libro Negro (1991-1993). Ligon yuxtapone varias de las más icónicas imágenes de hombres afroamericanos de Mapplethorpe, extraídas de su Libro Negro, de 1988, con diversos textos críticos para complicar el trasfondo racial de las imágenes.

## El escándalo Corcoran

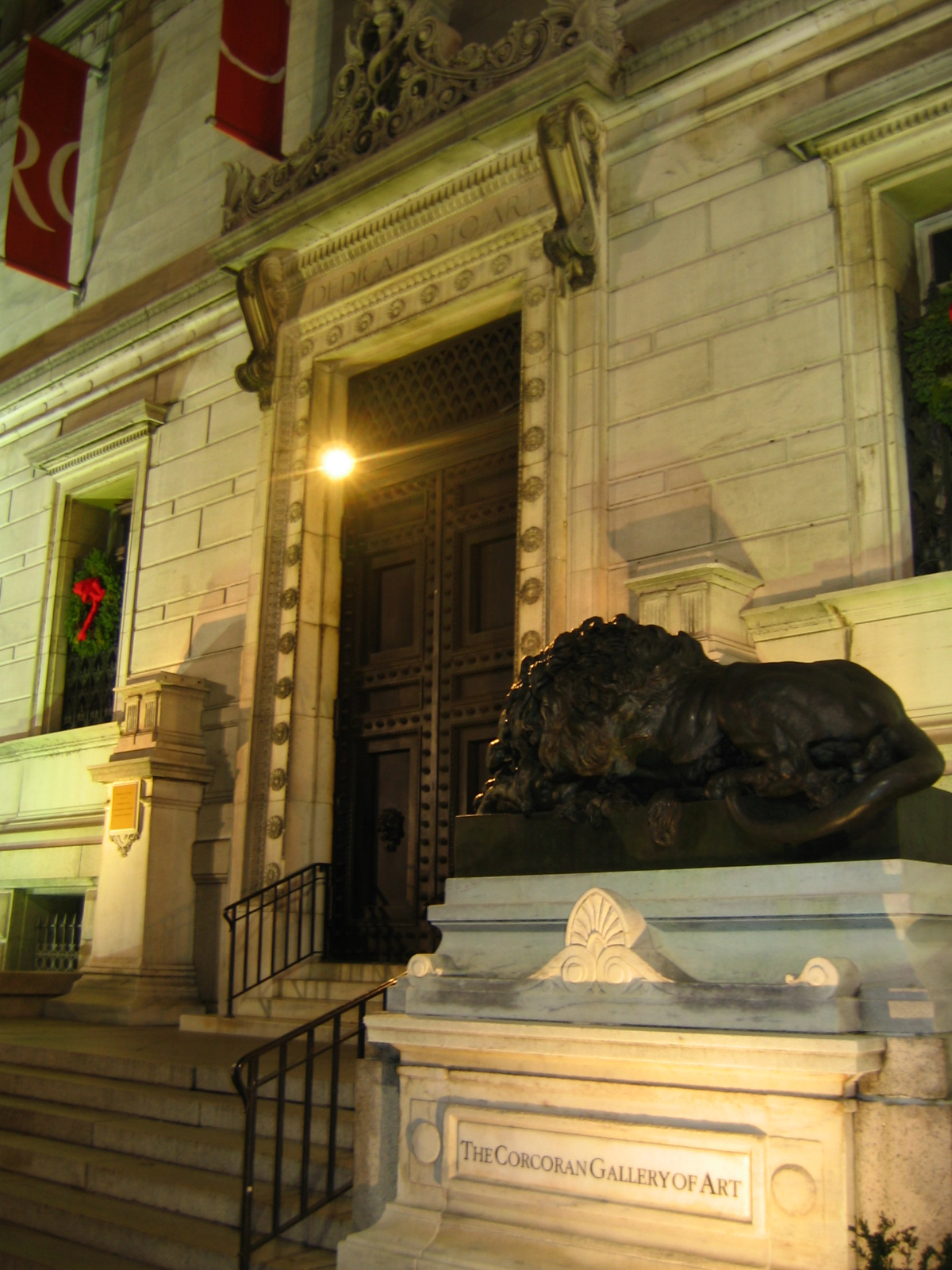
Fachada de mármol de la Galería Corcoran.

En junio de 1989 el artista Pop Lowell Nesbitt Blair se involucró en el escándalo que afectaba a su amigo Robert Mapplethorpe. La Corcoran Gallery of Art, el museo de arte más antiguo de Washington D. C., había accedido a acoger una exposición individual de las obras de Robert Mapplethorpe, sin hacer una estipulación en cuanto a qué tipo de temática se utilizaría. Mapplethorpe decidió hacer su famoso debut de fotografías "sexually suggestive" (sexualmente sugestivas), que era una nueva serie que estaba explorando poco antes de su muerte. La jerarquía de la Corcoran, e incluso algunos miembros del Congreso se horrorizaron cuando les fueron mostradas las obras, por lo que el museo se negó a continuar con la exposición. Fue en este momento en que Lowell Nesbitt Blair dio un paso adelante; fue durante largo tiempo amigo de Mapplethorpe y reveló que había dispuesto un legado en obras por un valor estimable en 1.500.000 dólares para el museo en su testamento, aunque, en declaraciones públicas que causaron un gran interés en la prensa al respecto de la cuestión, Nesbitt prometió que si el museo se negaba a acoger la exposición de las polémicas imágenes creadas por Mapplethorpe podría revocar su legado. El Corcoran se negó y Lowell Nesbitt Blair cambió el destino de su legado a la Colección Phillips, que citó como una fuente de inspiración en los comienzos de su carrera, cuando había trabajado allí en su juventud como vigilante nocturno. 
Después de que la Corcoran Gallery of Art rechazara la exposición de Mapplethorpe, la comunidad de artistas de Washington, en represalia, ofreció una presentación nocturna de diapositivas de las fotos más explícitas sobre la fachada de mármol de la Corcoran. Una pequeña organización artística sin ánimo de lucro, el Proyecto de Washington para las Artes recogió y mostró las imágenes de la polémica en su propio espacio, desde el 21 de julio al 13 de agosto de 1989. La WPA no tenía un gran edificio, y estaban acostumbrados a recibir unos 40 visitantes cada fin de semana. Durante el primer fin de semana de la exposición de Mapplethorpe, 4000 personas se hacinaron en la galería.